# Apristurus nasutus
Espèce
Répartition géographique
Statut de conservation UICN

 DD  : Données insuffisantes
Apristurus nasutus est une espèce de requins.